# Hemiscolopia trimera
Hemiscolopia trimera är en videväxtart som först beskrevs av Jacob Gijsbert Boerlage, och fick sitt nu gällande namn av Slooten. Hemiscolopia trimera ingår i släktet Hemiscolopia och familjen videväxter. Inga underarter finns listade i Catalogue of Life.